# جابجایی اعضای خانواده
جابجایی اعضای خانواده (به انگلیسی: Family Switch) فیلمی محصول سال ۲۰۲۳ و به کارگردانی جوزف مک‌گینتی نیکول است. در این فیلم بازیگرانی همچون جنیفر گارنر، اد هلمز، اما مایرز، بریدی نون، ریتا مورنو، ماتیاس شوایگهوفر، زوشا راکمور، پل شیر، فورچون فیمستر، ند بلامی، کینگ بچ، دن فینریتی، هاوی ماندل، انور جیباوی، مارک مک‌گراث، باب استیفنسن، هانا استوکینگ و بنجامین فلورس ایفای نقش کرده‌اند.